# 황도연 (한의사)
황도연(黃度淵, 1808년 ~ 1884년)은 조선 말기의 한의사이다. 본관은 창원(昌原). 호는 혜암(惠庵) 혹은 혜옹(惠翁)이다.
16살 때인 1822년(순조 22년) 무렵부터 의학 공부를 하여 한의사가 되었다. 그는 헌종,철종과 고종때 정삼품 어의를 지냈으며, 사람들 사이에서 명의(名醫)로 이름이 높았다. 여러 의학 서적을 집필함으로써 의학의 대중화에 크게 기여했다. 그가 죽은 뒤 제자들이 혜암의 뜻에 따라 의방활투와 의종손익의 내용을 합해서 《방약합편》(方藥合編)을 간행하였다.
한의서중 최초로 의종손익에서 小像(초상)을 새겨 발행하게 되며, 또한 惠庵(혜암)이란 自號를 목판에 새기기도 하였다.

## 주요 저서
- 《연행일기》(燕行日記) 1권, 1책
- 《본초부방편람》(本草附方便覽) 14권, 7책
- 《의종손익》(醫宗損益) 12권,6책 과 附餘 1권, 1책
- 《의방활투》(醫方活套) 1권, 1책
- 《방약합편》(方藥合編) 1권, 1책